# Armand de Périgord
Armand de Périgord (ur. w 1178, zm. prawdopodobnie 17 października 1244 pod Harbijją) – szesnasty wielki mistrz zakonu templariuszy w okresie od ok. 1232 do 1244 lub 1247.

## Życiorys
Urodził się w 1178. Pochodził z hrabiowskiej rodziny Périgord. Był preceptorem Akwitanii, Sycylii i Kalabrii w latach 1205–1232.
Za jego rządów jako wielkiego mistrza odbudowano zamek Safita, będący jednym z głównych warowni chrześcijańskich w Ziemi Świętej. Prowadził politykę sojuszu z sułtanem Damaszku As-Salihem Isma’ilem (1237–1246) przeciwko sułtanowi Egiptu As-Salihowi Ajjubowi (1238–1249), będąc obok patriarchy Jerozolimy i wielkiego mistrza joannitów najbardziej wpływową osobą w Ziemi Świętej.
Poległ najprawdopodobniej w bitwie pod Harbijją koło Gazy wraz z 300 innymi rycerzami-templariuszami, mógł też zostać schwytany i umrzeć w niewoli.